# Péricles Chamusca
Péricles Chamusca (sinh ngày 29 tháng 9 năm 1965) là một huấn luyện viên và cựu cầu thủ bóng đá người Brasil.

## Sự nghiệp Huấn luyện viên
Péricles Chamusca đã dẫn dắt Vitória, Santa Cruz, São Caetano, Goiás, Botafogo, Oita Trinita, Sport Recife, Portuguesa, Coritiba và Júbilo Iwata.